# John Emms (Schachspieler)

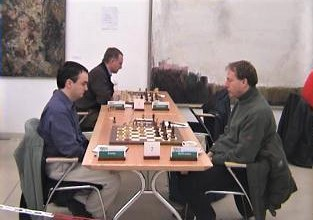
John Emms – Nick de Firmian, Februar 2001 in Solingen.

John Michael Emms (* 14. März 1967) ist ein britischer Schachspieler. Er trägt seit 1995 den Großmeister-Titel. 2004 wurde er Trainer eines Frauenteams in der 36. Schacholympiade in Mallorca. Er ist ebenfalls ein produktiver Schachautor.

## Leben
Emms nahm mit der englischen Nationalmannschaft an den Schacholympiaden 2000 und 2002 und der Mannschaftseuropameisterschaft 1999 teil.
Vereinsschach spielte er in der deutschen Schachbundesliga von 1995 bis 1997 für den PSV/BSV Wuppertal und von 1999 bis 2005 für die SG Solingen. Die Four Nations Chess League (4NCL) konnte er sechsmals gewinnen: 1993/94 mit Invicta Knights Maidstone, 2002/03, 2004/05 und 2005/06 mit Wood Green, 2010/11 mit Pride and Prejudice und 2011/12 erneut mit Wood Green. Mit den Invicta Knights Maidstone nahm er auch viermal am European Club Cup teil.
Emms' Elo-Zahl beträgt 2463 (Stand: Mai 2016), seine höchste Elo-Zahl von 2586 hatte er im Juli 1999.

## Bücher (Auswahl)
- Emms, John (1998) Easy Guide to the Nimzo-Indian, Everyman Chess, ISBN 1-85744-513-9.
- Emms, John (2001), Simple Chess, Everyman Chess, ISBN 1-85744-238-5.
- Burgess, Graham; Nunn, John; Emms, John (2004), The Mammoth Book of the World's Greatest Chess Games (zweite Hrsg.), Carroll & Graf, ISBN 0-7867-1411-5.
- Emms, John (2006), Discovering Chess Openings: Building a repertoire from basic principles, Everyman Chess, ISBN 1-85744-419-1.
- Emms, John; Peter Wells, Richard Palliser (2009), Dangerous Weapons: Anti-Sizilianer, Everyman Chess, ISBN 978-1-85744-585-5.